# Bluffton
Pour les articles homonymes, voir Bluffton (homonymie).
La ville de Bluffton est le siège du comté de Wells, situé dans l'Indiana, aux États-Unis.

## Démographie
| Groupe            | Bluffton | Indiana | États-Unis |
| ----------------- | -------- | ------- | ---------- |
| Blancs            | 96,0     | 84,3    | 72,4       |
| Autres            | 1,3      | 2,7     | 6,4        |
| Métis             | 1,2      | 2,0     | 2,9        |
| Afro-Américains   | 0,7      | 9,1     | 12,6       |
| Asiatiques        | 0,5      | 1,6     | 4,8        |
| Amérindiens       | 0,4      | 0,3     | 0,9        |
| Total             | 100      | 100     | 100        |
|                   |          |         |            |
| Latino-Américains | 3,3      | 6,0     | 16,7       |

Selon l’American Community Survey, pour la période 2011-2015, 96,17 % de la population âgée de plus de 5 ans déclare parler anglais à la maison, alors que 2,38 % déclare parler l'espagnol, 0,99 % l’allemand et 0,46 % une autre langue.
Le revenu par habitant était en moyenne de 21 574 dollars par an entre 2012 et 2016, largement inférieur à la moyenne de l’Indiana (26 117 dollars) et à la moyenne nationale (29 829 dollars). Sur cette même période, 20,1 % des habitants de Bluffton vivaient sous le seuil de pauvreté (contre 14,1 % dans l'État et 12,7 % à l'échelle des États-Unis).

## Source
- (en) Cet article est partiellement ou en totalité issu de l’article de Wikipédia en anglais intitulé « Bluffton, Indiana » (voir la liste des auteurs).

1. ↑  (en) « Bluffton, IN Population - Census 2010 and 2000 », sur censusviewer.com.
2. ↑  (en) « Population of Indiana - Census 2010 and 2000 », sur censusviewer.com.
3. ↑  (en) « Language spoken at home by ability to speak English for the population 5 years and over », sur factfinder.census.gov.
4. ↑  (en) Bureau du recensement des États-Unis, « Bluffton city, Indiana; Indiana; UNITED STATES », sur census.gov.